# 掠地火球

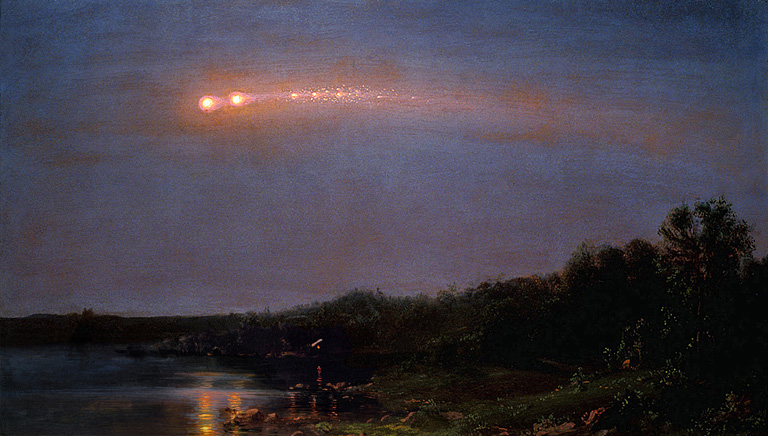
弗雷德里克·雀屈（Frederic Church），"1860年的流星"。在150年後的2010 年，它被確定為掠地流星列

掠地火球（Earth-grazing fireball），或稱掠地小天體是進入地球的大氣層而又再離開的太陽系小天體。如果它在大氣層內開始破碎，它可能成為掠地流星串，並且有一些碎片可能會撞擊到地球，著名的例子是1972年白日大火球和1860年7月20日的流星列。
通過大氣層的掠地天體，它的質量和速度都會改變，因此當它再回到太空時，它的軌道也會改變。
通過地球的大氣層沒有明確的標準，或許在80公里（50英里）以上，或是在卡門線的100公里（62.1英里）。高層的大氣沒有明確的界限，只是逐漸變得稀薄，從平流層（～50公里）、中氣層（～85公里）、熱成層（～690公里）、直到散逸層（～1,000公里）（參見熱成層頂）。例如，流星體在地球上空85－120公里的高度上成為流星。 
掠地小天體或內掠這個名詞，有時也用在軌道靠近地球的小行星或流星體（像是距離接近到少於月球距離）。一顆太陽系小天體的掠地軌道不一定要與地球的大氣層接觸，然而也可能會與地球碰撞（參見近地小行星列表和Outer-grazer）。

## 已知的掠地火球
掠地火球是很罕見和很少被測量的一種火球，是流星體與地球的大氣層碰撞，並且在之後還能存在著再離開造成的。迄2008年，有4顆掠地火球被科學性的觀察。
- 1860年大流星：被畫家弗雷德里克·雀屈（Frederic Church）畫下，並被華特·惠特曼在詩中描述，至2010年才被認定是掠地火球[1][3][4]
- 1913年2月9日流星串：可能原自地球捕獲的一天然衛星碎裂[10]。
- 1972年白日大火球：US19720810在美國和加拿大上空以每秒15公里的速度掠過（第一顆被科學性觀察）。
- 1990年10月13日掠地流星體：一顆質量40公斤，以每秒41.5公里的速度，97.9公里的高度從捷克斯洛伐克上空掠過[7]。
- 2006年3月29日：一顆火球以每秒18.8公里、71.4公里的高度掠過日本上空[11][12]。
- 2007年8月7日：EN070807通過，軌道是罕見的阿登型小行星[8][13]。

## 進階讀物
- Google Books: "Earth-grazing fireball"

## 外部連結
- Fireball of 1972 （页面存档备份，存于）
- Fireball of 1860 （页面存档备份，存于） (painting)